# Турбідіти

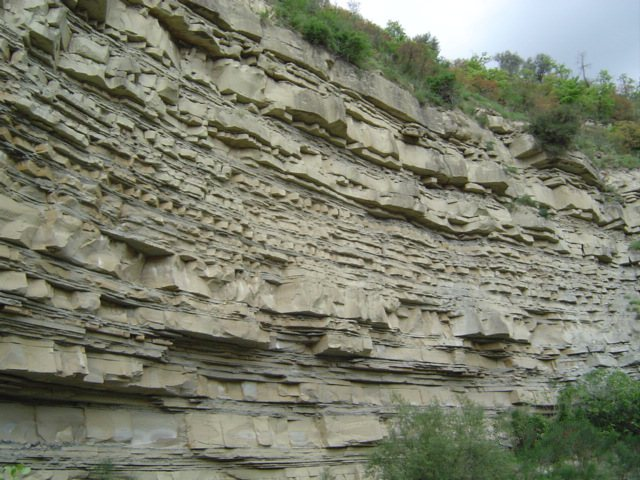
Турбідіти, міоценові відклади Південної Італії

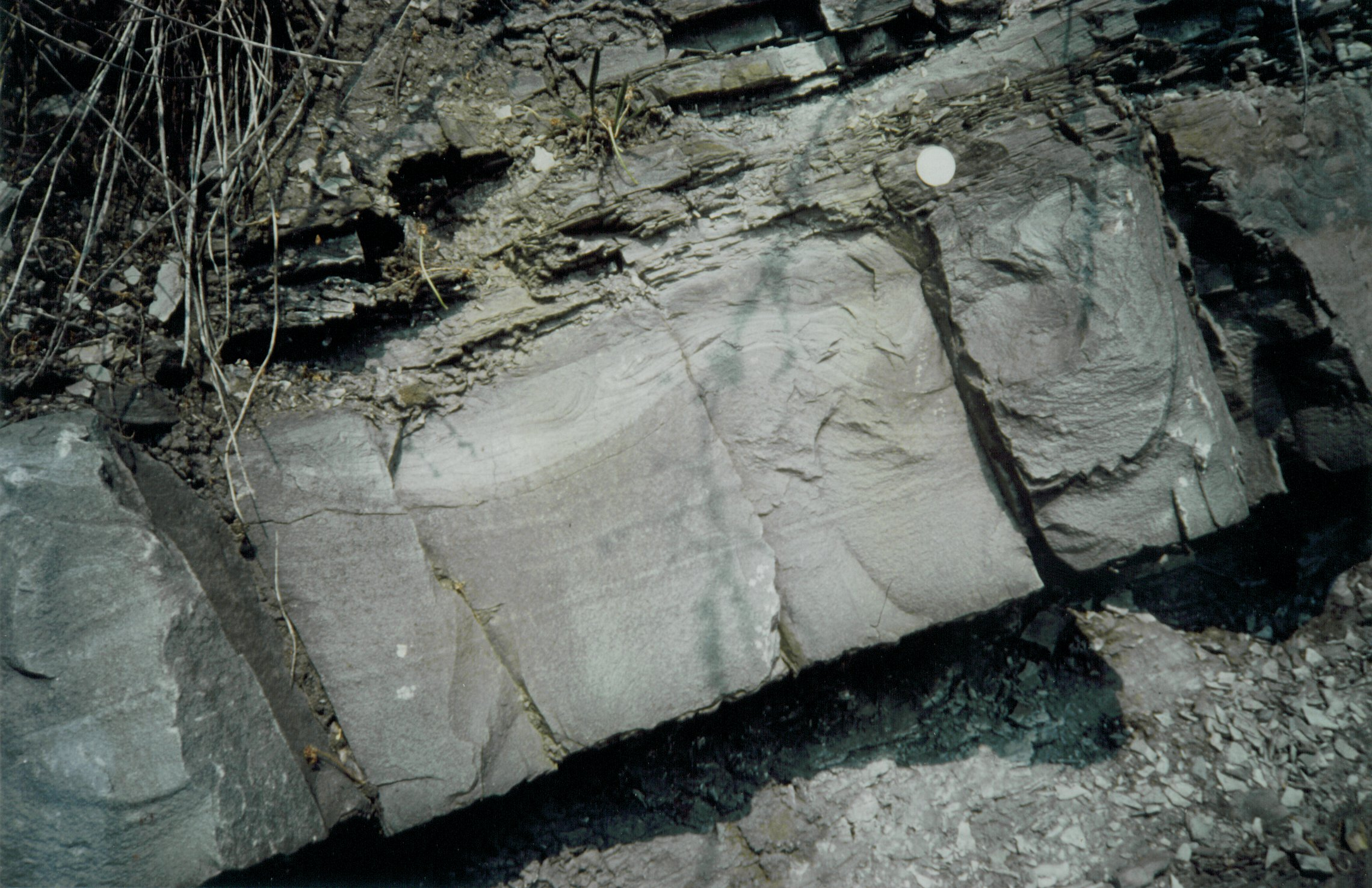
Турбідіти девонського пісковику, копальня Бек-Озе, Німеччина

Турбідіти — геологічна асоціація гірських порід, сучасні та древні відкладення турбідітних потоків (течій), однією з головних ознак яких є ритмічність будови та градаційна шаруватість. 

## Загальний опис
Турбідіти – відклади мулистих потоків на дні морів і океанів, представлені кластичними осадами різної крупності і форми зерен. В Т. зустрічаються залишки мілководних і прибережних організмів, перенесених мулистим потоком; іноді присутній вулканогенний матеріал тефра (тефротурбідіти); у викопному вигляді Т. відомі під назв. “туфові турбідіти". Мають широке розповсюдження серед сучасних і древніх відкладів (особливо серед осадів сейсмічно активних областей). 
Свіжі турбідіти — це поєднання піску, алевриту та мулу. Древні турбідіти — пісковик, алевроліт та аргіліт після літифікації. Глибоководні турбідіти іноді вміщують перевідкладену мілководну фауну й залишки флори з суходолу. Піщані відклади на великих глибинах у більшості випадків є турбідітами.

## Генезис
Турбідітні потоки, як правило, починаються на бровці шельфу і за рахунок гравітаційної енергії прямують вниз континентальним схилом системою підводних каньйонів до його підніжжя або і далі, до абісальної рівнини. Такий потік є турбулентним потоком суспензії осадового матеріалу, що відрізняється від навколишніх вод більшою густиною, переносить величезні обсяги континентального матеріалу з континентального шельфу до його підніжжя. Довжина і ширина турбідітних потоків може сягати кількох десятків кілометрів, потужність — до сотень метрів, швидкість — до 100 км/год, швидкість осадонакопичення — до 5 м за 100 років і більше.
Для турбідітів характерне ритмічне чергування прошарків з низу до гори: піски — алеврити — мул. Кожен такий тришаровий елемент ритму називається циклом Боума і утворюється в результаті одноразового сходження «лавини». Товщина циклу зазвичай 1 м і менше. Шарувата структура циклу пояснюється різною швидкістю осадження матеріалу в залежності від розміру частинок. Найбільша фракція (пісок) випадає відразу, потім — дрібніші. В тілі турбідіту міститься іноді тисячі таких циклів в залежності від віку та інтенсивності осадонакопичення на континенті. В цьому глибоководному осаді зустрічаються залишки мілководних та прибережних організмів, принесених каламутним потоком; іноді присутній вулканогенний матеріал — тефра (тефротурбідіти); у викопному виді вони відомі під назвою «туфові турбідіти».
Турбідіти бувають як сучасними, так і викопними, які утворилися в попередні геологічні епохи на дні древніх океанів, і підняті тепер вище рівня моря. Сучасні турбідіти відкладаються на глибинах понад 2000 м і розташовуються вздовж континентальних схилів. Найбільш тонкозерниста їх фракція, алеврит та мул, заповнюють плоскі абісальні рівнини. Товщина сучасних турбідітів рідко перевищує 1 км.

## Класифікація
Серед турбідітів розрізняють:
- Проксимальні — відносно грубі, що утворились неподалік від джерела потоку.
- Дістальні — тонкі, що утворились на великій відстані від джерела потоку.
- Турбідіти туфові —  утворення каламутних потоків на основі вулканогенного матеріалу.

## Розповсюдження
Інколи турбідіти вкривають великі площі абісальних рівнин: біля узбережжя Каліфорнії, трог Пуерто-Рико, Мексиканська затока.

## Історія дослідження
Детальне вивчення турбідітів почалось після значного землетрусу в районі Великої банки 19 листопада 1929 року. Тоді мутьєвими потоками було пошкоджено підводні телеграфні кабелі. На підводній рівнині утворився турбідіт завтовшки 1 м на площі 100 тис. км². Швидкість потоку становила 40-55 км/год. Максимальна дальність переносу осадового матеріалу становила 720 км.